# Neoplecostomus
Neoplecostomus (Неоплекостомус) — рід риб з підродини Neoplecostominae родини Лорікарієві ряду сомоподібні. Має 15 видів. Наукова назва походить від грецьких слів neos, тобто «нова», та plekos — «кручена».

## Опис
Загальна довжина представників цього роду коливається від 7,5 до 10,3 см. Голова широка, трохи видовжена, морда округла, сплощена, має лопатоподібну форму. У задній частині голови є опуклість. З боків голови у самців присутні великі одонтоди (шкіряні зубчики). Тулуб видовжений, сплощений, суцільно вкрито кістковими пластинками. На черевні також присутні кісткові пластинки, які мають одонтоди, що спрямовані назад. Вони розташовані окремими групами біля грудних або анального плавця. Спинний та черевні плавці мають невеличкі шипи. Спинний плавець помірно довгий з 1 жорстким променем. Жировий плавець маленький. Грудні плавці широкі, з маленькою основою. Анальний плавець трохи поступається спинному, також має 1 жорсткий промінь. Хвостовий плавець витягнутий або вилчастий, лопаті неоднакової довжини.
Забарвлення спини та боків коричневе різних відтінків, з численними цятками або плочками. Черево має білий колір.

## Спосіб життя
Біологія вивчена недостатньо. Це демерсальні риби. Воліють до прісних та чистих водойм. Зустрічаються в дуже швидких річкових потоках з кам'янистими ґрунтами. Активні у присмерку або вночі. Живляться рослинною їжею, детритом.

## Розповсюдження
Є ендеміками Бразилії.

## Види
- Neoplecostomus bandeirante
- Neoplecostomus botucatu
- Neoplecostomus corumba
- Neoplecostomus doceensis
- Neoplecostomus espiritosantensis
- Neoplecostomus franciscoensis
- Neoplecostomus granosus
- Neoplecostomus jaguari
- Neoplecostomus langeanii
- Neoplecostomus microps
- Neoplecostomus paranensis
- Neoplecostomus ribeirensis
- Neoplecostomus selenae
- Neoplecostomus variipictus
- Neoplecostomus yapo